# Laniarius atroflavus
Laniarius atroflavus е вид птица от семейство Malaconotidae.

## Разпространение
Видът е разпространен в Камерун и Нигерия.